# Štěpánka Ranošová
Štěpánka Ranošová (* 14. října 1926, Ostrava-Mariánské Hory) je česká divadelní a filmová herečka. Byla jednou ze zakládajících členů Divadla Petra Bezruče v Ostravě. 

## Život a kariéra
Narodila se v Mariánských Horách a soukromě studovala herectví u Anny Kratochvílové. Společně s režisérem a dramatikem Oldřichem Daňkem, výtvarníkem Otakarem Schindlerem a dalšími sestavila v roce 1945 studentský soubor Kytice, který uváděl recitační pásmo z české poezie Chléb s ocelí v bývalém sále Divadla loutek na Masarykově náměstí. Následně 1. prosince 1945 založili Divadlo mladých, kterého byla členkou. V roce 1947 přešla na jeden rok do Beskydského divadla v Novém Jičíně, odkud se zase vrátila zpět do Divadla mladých, které se roku 1955 přejmenovalo na Divadlo Petra Bezruče.
Ztvárnila řadu rolích, například Stellu v Tramvaji do stanice Touha, Doktorku von Zahnd ve Fyzicích, Lady Torrancovou v Sestupu Orfeově, vdovu Gurmyžskou v Ostrovského Lese , Paní Dulská v Morálce paní Dulské nebo titulní roli v Matce Kuráž. Nejvíce se objevovala v rolích vesnických žen, jako byly například Hanička v Lucerně, Kačenka v Jiříkově vidění, Dorotka a Rosava ve Strakonickém dudákovi, Jahelková ve Tvrdohlavé ženě, Lízalka v Maryše, Marijána Plajznerová v Dalskabátech či Kostelnička v Jenůfě. Ve stálém angažmá Divadla Petra Bezruče byla do roku do roku 1987. Posléze hostovala v činohře Národního divadla moravskoslezského. Nejprve hrála v roce 1998 roli mlynářovy Babičky v Lucerně, následováno inscenací Láska a magie v maminčině kuchyni a její poslední role byla chůva Anfisa ve Třech sestrách v roce 2001.
Kromě divadla si zahrála v seriálech a filmech. Její první debut byl v televizním filmu Apolo z Belacu z roku 1964. V seriálech často ztvárnila role silných a nekompromisních žen, jako například v Dispečer, Kamenný řád, Bez ženské a bez tabáku nebo Stavy rachotí. Od mládí také spolupracovala i s ostravským rozhlasem.
Je držitelkou řadu ocenění. Obdržela čestný titul zasloužilá umělkyně a v roce 1985 ji prezident propůjčil Řád práce. Za svou tvorbu získala v roce 1996 od Nadace Život umělce ocenění Senior Prix. a v roce 2024 převzala z rukou primátora Jana Dohnala Cenu města Ostravy. Za svou celoživotní tvorbu získala v roce 2024 cenu Thálie za celoživotní mistrovství v oboru činohra.

## Filmografie
| Rok  | Název                           | Role                           | Poznámky                                                 |
| ---- | ------------------------------- | ------------------------------ | -------------------------------------------------------- |
| 1964 | Apolo z Belacu                  |                                | TV film                                                  |
| 1967 | Sedm havranů                    |                                | film                                                     |
| 1971 | Dispečer                        |                                | televizní seriál                                         |
| 1973 | Haldy                           | Franckova matka                | televizní seriál                                         |
| 1975 | Kamenný řád                     | Poštulková                     | televizní seriál                                         |
| 1976 | Druhé křídlo                    |                                | TV film                                                  |
| 1977 | Měsíční údolí                   | Žampachová                     | TV film                                                  |
| 1977 | Nikola Šuhaj loupežník          | stará Šuhajová, Nikolova matka | TV film                                                  |
| 1977 | Oheň ve dřevě                   | teta                           | TV film                                                  |
| 1977 | Žhavou stezkou                  |                                | TV film                                                  |
| 1978 | Město mé naděje                 | Ratajová                       | film                                                     |
| 1978 | Farma na konci světa            |                                | TV film                                                  |
| 1979 | Tybys                           | Kosová                         | televizní seriál                                         |
| 1979 | Ohrožené město                  | Hermína                        | TV film                                                  |
| 1980 | Bez ženské a bez tabáku         | Hanča Plánková                 | televizní seriál                                         |
| 1981 | Bakaláři                        |                                | televizní cyklus, díly: Husa a Nejlepší advokát ve městě |
| 1981 | 3x denně kapku rosy             | Agnes                          | TV film                                                  |
| 1981 | Přicházejí bosí: Nezralost      |                                | TV film                                                  |
| 1983 | Stavy rachotí                   | Špačková                       | televizní seriál                                         |
| 1983 | Černí z Natalie                 | Borucká                        | TV film                                                  |
| 1983 | Hrom do kapelníka               |                                | TV film                                                  |
| 1984 | Když slunce ztratí sílu léta    | Rasochova sestra               | TV film                                                  |
| 1987 | Bakaláři                        |                                | televizní cyklus, díl: Angelika                          |
| 1987 | Agras 01                        |                                | TV film                                                  |
| 1989 | Křivda                          |                                | TV film                                                  |
| 1989 | Neplač přírodo, já za to nemohu | Málková                        | TV film                                                  |
| 1991 | Odsouzen k životu               |                                | TV film                                                  |
| 1997 | Arrowsmith                      |                                | TV minisérie, epizody: 2, 3                              |